# Serie A Élite 2006-2007
La Serie A Élite 2006-2007 è stata la 38ª edizione del massimo campionato nazionale italiano di pallamano maschile.

Esso venne organizzato dalla Federazione Italiana Giuoco Handball.

La competizione è iniziata il 23 settembre 2006 e si è conclusa il 15 maggio 2007.

Il torneo fu vinto dall'Handball Casarano per la 1ª volta nella sua storia.

A retrocedere in serie A1 fu la Pallamano Prato.

## Formula del torneo

### Prima fase
Il campionato si svolse tra 8 squadre che si affrontarono in una fase iniziale con la formula del girone unico all'italiana con partite di andata e di ritorno.

Per ogni incontro i punti assegnati in classifica sono così determinati:
- tre punti per la squadra che vinca l'incontro;
- un punto per il pareggio;
- zero punti per la squadra che perda l'incontro.

### Seconda fase
La seconda fase fu disputata con la formule del girone unico all'italiana con partite di sola andata; il calendario fu stilato in base ai piazzamenti della prima fase. (le prime 4 classificate disputarono 4 gare interne mentre le ultime 4 disputarono 3 gare interne).

Questa prima fase servi per determinare la griglia dei play off.

### Play off scudetto
I play off scudetto si disputarono con la formula dell'eliminazione diretta; i quarti di finale e le semifinali al meglio di due gare su tre mentre la finale al meglio delle tre gare su cinque.

La squadra 1ª classificata al termine dei play off fu proclamata campione d'Italia.

La squadra classificata all'8º posto al termine dei play off fu retrocessa in serie A1 durante la stagione successiva.

## Squadre partecipanti
| Città           | Club           | Palasport               | Sponsor  | Stagione 2005-2006  |
| --------------- | -------------- | ----------------------- | -------- | ------------------- |
| Bologna         | Bologna United | PalaSavena              |          | 3° in Serie A Élite |
| Bressanone (BZ) | Brixen         | Palasport di Bressanone | Forst    | 2° in Serie A Élite |
| Casarano (LE)   | Casarano       | Pala San Giuseppe       | Italgest | 1° in Serie A2      |
| Conversano (BA) | Conversano     | Pala San Giacomo        | Indeco   | Campione d'Italia   |
| Fasano (BR)     | Junior Fasano  | Palestra Zizzi          |          | 2ª in Serie A1      |
| Merano (BZ)     | Meran          | Centro Carlo Wolf       | Indata   | 5° in Serie A Élite |
| Prato           | Prato          | Pala Consiag            | Al.Pi.   | 4° in Serie A Élite |
| Trieste         | Trieste        | Pala Chiarbola          |          | 6° in Serie A Élite |

## Prima fase

### Classifica
|  | Pos. | Squadra        | Pt | G  | V | N | S  | GF  | GS  | D   |
|  | ---- | -------------- | -- | -- | - | - | -- | --- | --- | --- |
|  | 1.   | Bologna United | 29 | 14 | 9 | 2 | 3  | 397 | 378 | +19 |
|  | 2.   | Casarano       | 29 | 14 | 9 | 2 | 3  | 411 | 378 | +33 |
|  | 3.   | Conversano     | 23 | 14 | 7 | 2 | 5  | 402 | 365 | +37 |
|  | 4.   | Meran          | 22 | 14 | 6 | 4 | 4  | 393 | 381 | +12 |
|  | 5.   | Trieste        | 20 | 14 | 6 | 2 | 6  | 367 | 373 | -6  |
|  | 6.   | Brixen         | 16 | 14 | 5 | 1 | 8  | 357 | 383 | -26 |
|  | 7.   | Prato          | 11 | 14 | 3 | 2 | 9  | 328 | 369 | -41 |
|  | 8.   | Junior Fasano  | 10 | 14 | 3 | 1 | 10 | 363 | 391 | -28 |

## Seconda fase

### Classifica
|  | Pos. | Squadra        | Pt | G  | V  | N | S  | GF  | GS  | D   | Note             |
|  | ---- | -------------- | -- | -- | -- | - | -- | --- | --- | --- | ---------------- |
|  | 1.   | Casarano       | 47 | 21 | 15 | 2 | 4  | 652 | 555 | +97 | Semifinale       |
|  | 2.   | Bologna United | 44 | 21 | 14 | 2 | 5  | 605 | 578 | +27 | Semifinale       |
|  | 3.   | Conversano     | 35 | 21 | 11 | 2 | 8  | 600 | 550 | +50 | Quarti di finale |
|  | 4.   | Trieste        | 35 | 21 | 11 | 2 | 8  | 582 | 570 | +12 | Quarti di finale |
|  | 5.   | Meran          | 29 | 21 | 8  | 5 | 8  | 581 | 574 | +7  | Quarti di finale |
|  | 6.   | Brixen         | 22 | 21 | 7  | 1 | 13 | 522 | 585 | -63 | Quarti di finale |
|  | 7.   | Junior Fasano  | 17 | 21 | 5  | 2 | 14 | 535 | 584 | -49 |                  |
|  | 8.   | Prato          | 13 | 21 | 3  | 4 | 14 | 513 | 567 | -54 | Retrocessione    |

## Play off scudetto

### Tabellone principale
|  | Quarti di finale | Quarti di finale | Quarti di finale | Quarti di finale | Quarti di finale |    |         | Semifinali | Semifinali | Semifinali | Semifinali | Semifinali |  |  | Finale | Finale   | Finale | Finale | Finale | Finale | Finale |
|  |                  |                  |                  |                  |                  |    |         |            |            |            |            |            |  |  |        |          |        |        |        |        |        |
|  | 1                |                  |                  |                  |                  |    |         |            |            |            |            |            |  |  |        |          |        |        |        |        |        |
|  | 8                |                  |                  |                  |                  |    |         |            |            |            |            |            |  |  |        |          |        |        |        |        |        |
|  |                  | 1                | Casarano         | 28               | 30               | 27 |         |            |            |            |            |            |  |  |        |          |        |        |        |        |        |
|  |                  |                  |                  |                  |                  | 27 |         |            |            |            |            |            |  |  |        |          |        |        |        |        |        |
|  |                  | 4                | Trieste          | 27               | 31               | 24 |         |            |            |            |            |            |  |  |        |          |        |        |        |        |        |
|  | 4                | 4                | Trieste          | 27               | 31               | 24 | Trieste | 34         | 27         | 25         |            |            |  |  |        |          |        |        |        |        |        |
|  | 4                |                  |                  |                  |                  |    | Trieste | 34         | 27         | 25         |            |            |  |  |        |          |        |        |        |        |        |
|  | 5                | Meran            | 30               | 32               | 24               |    |         |            |            |            |            |            |  |  |        |          |        |        |        |        |        |
|  |                  |                  |                  |                  |                  |    |         |            |            |            |            |            |  |  | 1      | Casarano | 32     | 27     | 34     |        |        |
|  |                  |                  | 2                | Bologna United   | 25               | 29 | 33      |            |            |            |            |            |  |  |        |          |        |        |        |        |        |
|  | 3                | Conversano       | 28               | 22               | 29               |    |         |            |            |            |            |            |  |  |        |          |        |        |        |        |        |
|  | 6                | Brixen           | 25               | 24               | 26               |    |         |            |            |            |            |            |  |  |        |          |        |        |        |        |        |
|  | 6                | Brixen           | 25               | 24               | 26               |    | 3       | Conversano | 26         | 26         | 30         |            |  |  |        |          |        |        |        |        |        |
|  |                  |                  |                  |                  |                  |    | 3       | Conversano | 26         | 26         | 30         |            |  |  |        |          |        |        |        |        |        |
|  |                  | 2                | Bologna United   | 28               | 24               | 31 |         |            |            |            |            |            |  |  |        |          |        |        |        |        |        |
|  | 2                | 2                | Bologna United   | 28               | 24               | 31 |         |            |            |            |            |            |  |  |        |          |        |        |        |        |        |
|  |                  |                  |                  |                  |                  |    |         |            |            |            |            |            |  |  |        |          |        |        |        |        |        |
|  | 7                |                  |                  |                  |                  |    |         |            |            |            |            |            |  |  |        |          |        |        |        |        |        |

### Risultati

#### Quarti di finale
| Squadra 1  | Squadra 2 | Gara 1                     | Gara 2                     | Gara 3                     |
| ---------- | --------- | -------------------------- | -------------------------- | -------------------------- |
| Conversano | Brixen    | Conversano, 14 aprile 2007 | Bressanone, 17 aprile 2007 | Conversano, 21 aprile 2007 |
| Conversano | Brixen    | 28 - 25                    | 22 - 24                    | 29 - 26                    |
| Trieste    | Meran     | Trieste, 14 aprile 2007    | Merano, 17 aprile 2007     | Trieste, 21 aprile 2007    |
| Trieste    | Meran     | 34 - 30                    | 27 - 32                    | 25 - 24                    |

#### Semifinali
| Squadra 1      | Squadra 2  | Gara 1                   | Gara 2                     | Gara 3                  |
| -------------- | ---------- | ------------------------ | -------------------------- | ----------------------- |
| Casarano       | Trieste    | Casarano, 28 aprile 2007 | Trieste, 1º maggio 2007    | Casarano, 5 maggio 2007 |
| Casarano       | Trieste    | 28 - 27                  | 30 - 31                    | 27 - 24                 |
| Bologna United | Conversano | Bologna, 28 aprile 2007  | Conversano, 1º maggio 2007 | Bologna, 5 maggio 2007  |
| Bologna United | Conversano | 28 - 26                  | 24 - 26                    | 31 - 30                 |

#### Finale Scudetto
| Squadra 1 | Squadra 2      | Gara 1                 | Gara 2                 | Gara 3                  | Gara 4 | Gara 5 |
| --------- | -------------- | ---------------------- | ---------------------- | ----------------------- | ------ | ------ |
| Casarano  | Bologna United | Casarano 8 maggio 2007 | Bologna 12 maggio 2007 | Casarano 15 maggio 2007 |        |        |
| Casarano  | Bologna United | 32 - 25                | 29 - 27                | 34 - 33                 |        |        |

#### Finale 3º/4º posto
| Squadra 1  | Squadra 2 | Gara 1                     | Gara 2                  | Gara 3 |
| ---------- | --------- | -------------------------- | ----------------------- | ------ |
| Conversano | Trieste   | Conversano, 12 maggio 2007 | Trieste, 15 maggio 2007 |        |
| Conversano | Trieste   | 27 - 31                    | 30 - 30                 |        |

#### Play out - Finale 7º/8º posto
| Squadra 1     | Squadra 2 | Gara 1                 | Gara 2                | Gara 3                 |
| ------------- | --------- | ---------------------- | --------------------- | ---------------------- |
| Junior Fasano | Prato     | Fasano, 14 aprile 2007 | Prato, 17 aprile 2007 | Fasano, 24 aprile 2007 |
| Junior Fasano | Prato     | 30 - 28                | 19 - 22               | 28 - 21                |

## Campioni
| Campione d'Italia 2006-2007 |
| --------------------------- |
| Handball Casarano 1º titolo |